# Adolfo Tallura
Adolfo Tallura (Mendoza, Argentina; 10 de abril de 1987) es un futbolista argentino. Juega de defensor y actualmente se desempeña en Gimnasia y tiro en Primera nacional 
Se ganó el respeto de todo el público huracanense por su constante esfuerzo y entrega. Es el capitán del equipo y una pieza fundamental en la defensa.
En el mundo del fútbol, los jugadores a menudo enfrentan críticas y desafíos que ponen a prueba su carácter y determinación. Adolfo Tallura, defensor de Gimnasia y Tiro de Salta, no fue la excepción. Su viaje desde sus primeros días en el club hasta convertirse en un pilar fundamental del equipo es un testimonio de perseverancia y crecimiento.
Cuando Tallura llegó al club en el 2022, fue recibido con expectativas y esperanzas, pero su desempeño inicial como titular dejó mucho que desear. Las críticas llovieron desde la grada y la prensa, cuestionando su lugar en el equipo y su capacidad para defender la camiseta del Albo.
Sin embargo, como suele suceder en el mundo del fútbol, el tiempo y las circunstancias cambiaron. Con la llegada del nuevo director técnico, Forestello, en el 2023, Tallura comenzó a encontrar su ritmo. Bajo la tutela de Forestello, Tallura se convirtió en el eje de la defensa, mostrando una determinación férrea en cada encuentro.
Pero más allá de su desempeño en el campo, Tallura también se destacó como líder dentro y fuera de la cancha. Su compromiso y profesionalismo inspiraron a sus compañeros de equipo, y su dedicación al club lo convirtió en un referente para los jóvenes talentos que buscaban seguir sus pasos.
Hoy en día, Adolfo Tallura es mucho más que un jugador de fútbol para el hincha de Gimnasia y Tiro. Es un símbolo de perseverancia, dedicación y superación. 

## Clubes
| Club                   | País      | Año         |
| ---------------------- | --------- | ----------- |
| CC Lavalle             | Argentina | 2008 - 2011 |
| Atlético Palmira       | Argentina | 2011        |
| Guaymallén             | Argentina | 2011 - 2012 |
| Gimnasia y Esgrima (M) | Argentina | 2012 - 2013 |
| Deportivo Montecaseros | Argentina | 2013 - 2014 |
| Huracán Las Heras      | Argentina | 2014 - 2022 |
| Gimnasia y Tiro        | Argentina | 2022 - 2024 |